# Segurança do canteiro de obras
A segurança do canteiro de obras é um aspecto das atividades relacionadas à construção civil relacionadas à proteção dos trabalhadores de canteiro de obras e de outros contra morte, lesão, doença ou outros riscos relacionados à saúde. A construção civil é uma atividade geralmente perigosa, predominantemente terrestre, onde os trabalhadores do canteiro de obras podem ser expostos a vários riscos, alguns dos quais permanecem não reconhecidos. Os riscos do canteiro de obras podem incluir trabalho em altura, movimentação de máquinas (veículos, guindastes etc.) e materiais, ferramentas elétricas e equipamentos elétricos, substâncias perigosas, além dos efeitos de ruído excessivo, poeira e vibração. As principais causas de fatalidades no canteiro de obras são quedas, eletrocussões, lesões por esmagamento e feridas contusas ou perfurantes.

## Apresentação geral
De acordo com a Organização Internacional do Trabalho (International Labour Organization, ILO), a construção civil tem uma taxa desproporcionalmente alta de acidentes registrados. Em 2019, a OIT afirmou disse que as principais causas de fatalidades ocupacionais em canteiros de obras foram quedas, eletrocussão, lesões por esmagamento e contusões. Embora os canteiros de obras enfrentem significativamente os mesmos perigos, a taxa de acidentes varia em diferentes regiões e países devido à diversidade de culturas de segurança e segurança comportamental dos trabalhadores.
A construção civil apresenta mais fatalidades ocupacionais do que qualquer outro setor nos Estados Unidos e na União Europeia. Nos EUA em 2019, 1.061, ou cerca de 20%, das fatalidades de trabalhadores no setor privado ocorreram na construção civil.  A construção civil engloba cerca de 6% dos trabalhadores dos EUA, mas 17% das fatalidades, o maior número de fatalidades relatadas para qualquer setor.
No Reino Unido, a indústria da construção civil é responsável por 31% das fatalidades no trabalho e por 10% dos acidentes graves em locais de trabalho. Na África do Sul ocorrem 150 fatalidades e aproximadamente 400 ferimentos todos os anos em canteiros de obra. No Brasil, a taxa de incidência para todas as fatalidades ocupacionais é de 3,6 por 100 mil por ano. Pouca ou nenhuma informação sobre fatalidades em canteiros de obra podem ser encontrada na Ásia, América do Sul, África e Antártica). A tabela abaixo contém mais países e a taxa de mortes em canteiros de obras.
| País/região               | Fatalidades (por ano por 100.000 trabalhadores) | Ano  | Notas  |
| ------------------------- | ----------------------------------------------- | ---- | ------ |
| Australia                 | 6.2                                             | 2018 | [ 14 ] |
| Canada                    | 8.7                                             | 2008 | [ 15 ] |
| Europa                    | 1.77                                            | 2018 | [ 16 ] |
| França                    | 2.64                                            | 2012 | [ 17 ] |
| Finlândia                 | 5.9                                             | 2008 | [ 15 ] |
| Alemanha                  | 5.0                                             | 2008 | [ 15 ] |
| Irlanda                   | 9.80                                            | 2013 | [ 18 ] |
| India                     | 10.0                                            | 2008 | [ 19 ] |
| Noruega                   | 3.3                                             | 2008 | [ 15 ] |
| Suecia                    | 5.8                                             | 2008 | [ 15 ] |
| Suiça                     | 4.2                                             | 2008 | [ 15 ] |
| Reino Unido               | 1.62                                            | 2021 | [ 20 ] |
| Estados Unidos da America | 9.8                                             | 2014 | [ 21 ] |
| Israel                    | 12.12                                           | 2015 | [ 22 ] |

## Agentes de risco

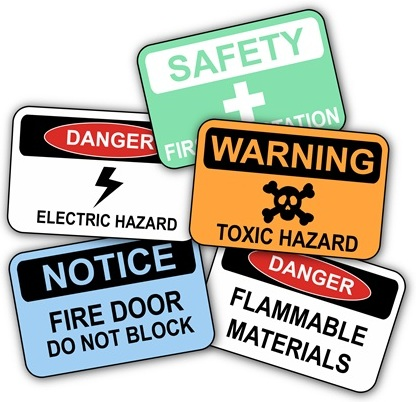
Vários sinais de segurança no trabalho comumente usados em canteiros de obras e ambientes de trabalho industrial

Os principais riscos de segurança nos canteiros de obras incluem quedas, ficar preso entre objetos, eletrocussões e ser atingido por objetos. Esses perigos causaram lesões e mortes nos canteiros de obras em todo o mundo. Falhas na identificação de perigos são frequentemente devidas ao treinamento e supervisão limitados ou inadequados dos trabalhadores.  Os treinamento relativos a segurança em cada fase do projeto, inspeção de segurança e monitoramento de segurança são reconhecidamente insuficientes. Falhas em qualquer uma destas áreas pode resultar num aumento do risco de exposição dos trabalhadores a danos no canteiro de obras.
Quedas são a principal causa de lesões no setor de construção civil, principalmente para trabalhadores da construção civil idosos e entre aqueles que não receberam treinamento. No Manual da Administração de Segurança e Saúde Ocupacional (OSHA) (29 CFR) usado pelos Estados Unidos, a proteção contra quedas é necessária em áreas que incluem, entre outras, rampas, passarelas e outras vias de acesso; escavações; áreas de guindastes; orifícios; formas de concreto; trabalho de frente principal; lados e bordas desprotegidos; alvenaria de tijolos em balanço e trabalhos relacionados; telhados; montagem de pré-fabricados; aberturas em paredes; aberturas no piso, como buracos; construção residencial e outras superfícies de caminhada/trabalho. Outros países têm regulamentos e diretrizes para proteções contra quedas para prevenir lesões e mortes.
Acidentes com veículos motorizados são outro grande perigo de segurança nos canteiros de obras. É importante ter cuidado ao operar veículos motorizados ou equipamentos no canteiro de obras. Um veículo motorizado deve ter um sistema de freio de serviço, um sistema de freio de emergência e um sistema de freio de estacionamento. Todos os veículos devem estar equipados com um sistema de aviso sonoro se o operador optar por usá-lo. Os veículos devem ter janelas e portas, limpadores de para-brisa e uma vista clara do canteiro de obras a partir da janela traseira. Todos os funcionários devem ser devidamente treinados antes de usar veículos e equipamentos motorizados.
Os funcionários nos canteiros de obras também precisam ser informados dos perigos no terreno. Cabos passando pelas estradas eram comuns até a adoção do equipamento de rampa de proteção para cabos, que protege mangueiras e outros equipamentos que precisam ser utilizados. Outro perigo comum que os trabalhadores podem enfrentar é a superexposição ao calor e à umidade do ambiente. O esforço excessivo neste tipo de clima pode levar a doenças graves relacionadas ao calor, como insolação, exaustão pelo calor e cãibras .
O ruído também é um risco ocupacional. Um estudo de 2019 descobriu que os canteiros de obras apresentavam os níveis de ruído mais elevados quando comparados com vários outros setores. Outros perigos encontrados no canteiro de obras incluem amianto, solventes, ruído e atividades manuais.

### Doenças infecciosas
De acordo com dados do Bureau of Labour Statistics (BLS) dos EUA, cerca de 1 em cada 12 trabalhadores da construção civil está exposto a doenças infecciosas mais de uma vez por mês. Isto pode acontecer porque, em geral, muitos funcionários continuam a trabalhar enquanto estão doentes. Os cientistas que estudam este tópico analisaram muitos estudos e descobriram que a porcentagem de pessoas que relatam ir trabalhar enquanto estão doentes varia de mais de um terço a quase 100%. Estima-se que 8 milhões de funcionários nos EUA trabalharam infectados durante a epidemia de gripe H1N1 de 2009 e provavelmente causaram a infecção de até 7 milhões de colegas de trabalho.
As doenças infecciosas relatadas entre os trabalhadores da construção civil nos EUA incluem "febre do vale" (no sudoeste dos EUA, incluindo a Califórnia), histoplasmose (especialmente nos vales dos rios Ohio e Mississippi), silico-tuberculose e tétano.
As exposições decorrentes de certas atividades da construção civil têm sido associadas a um risco aumentado de morte por doenças infecciosas. Um estudo sueco realizado com mais de 300.000 trabalhadores do sexo masculino na construção civil relatou um aumento da mortalidade por infecção por pneumonia entre trabalhadores expostos a poeiras inorgânicas, como fibras minerais artificiais, poeiras de cimento, concreto e quartzo.
Os planos de prevenção e controle de infecções (PCI) devem ser considerados como um componente importante de todos os planos de segurança e saúde ocupacional nos canteiros de obras. As diretrizes de PCI são mais bem-sucedidas com comunicação clara e treinamento obrigatório.

#### COVID-19 entre trabalhadores da construção
Em 2019, quase 60% da força de trabalho da construção civil tinha pelo menos um fator de risco (idade de 65 anos ou mais, quadro clínico ou outros) para maior risco de doença grave por COVID-19. Cerca de 1,4 milhão ou 12,3% dos trabalhadores da construção civil tinham 60 anos ou mais. Um em cada cinco (19,7%) trabalhadores da construção civil tinha uma doença respiratória, e um em cada quatro (25,8%) tinha câncer, diabetes ou doença do coração, rim ou fígado. Cerca de 30% dos trabalhadores da construção eram hispânicos, o que representa 17,7% dos trabalhadores em todas as indústrias. O Centro de Pesquisa e Treinamento em Construção (CPWR) desenvolveu uma Central de informações sobre COVID-19 na construção civil com uma vasta gama de recursos sobre a COVID-19, desenvolvida especificamente para esse setor. Recursos adicionais podem ser encontrados na parte inferior desta página sobre controles de risco para COVID-19 para locais de trabalho. Os canteiros de obras devem implementar medidas de segurança para prevenir a disseminação de infecções. Os documentos de orientação específicos da indústria para COVID-19 foram desenvolvidos por várias organizações governamentais e profissionais. O CDC fornece diretrizes sobre a COVID-19 para os trabalhadores da construção civil. Estas recomendações para o local de trabalho que são aplicáveis a várias doenças infecciosas incluem: limitar o contato próximo com outras pessoas mantendo uma distância de 1,80 m ou usando máscara de pano quando isso não for possível. Limitar o compartilhamento de ferramentas. Limpar e desinfetar as superfícies no início e no final do seu turno e durante o dia. As superfícies que precisam de limpeza incluem ferramentas, máquinas, veículos, equipamentos, corrimãos, escadas, maçanetas e banheiros portáteis compartilhados.

### Construção de estradas
A Lei Americana de Recuperação e Reinvestimento (American Recovery and Reinvestment Act) de 2009 criou mais de 12.600 projetos de construção de estradas, mais de 10.000 dos quais estavam em andamento em 2010.  Os trabalhadores nas zonas de trabalho rodoviárias estão expostos a uma variedade de perigos e enfrentam risco de lesões e morte com equipamentos de construção civil, bem como veículos motorizados em trânsito. Os trabalhadores a pé estão expostos ao trânsito, geralmente em alta velocidade, enquanto os trabalhadores que operam veículos de construção civil correm o risco de lesões devido à sobrecarga, colisão ou ficar presos em equipamentos em operação. Independentemente da tarefa atribuída, os trabalhadores da construção civil trabalham em condições de pouca iluminação, baixa visibilidade, mau tempo, áreas de trabalho congestionadas, tráfego de alto volume e velocidades. Em 2011, houve um total de 119 mortes ocupacionais em canteiros de obras de estradas. Em 2010 ocorreram 37.476 feridos nas zonas de trabalho; cerca de 20.000 deles eram para trabalhadores da construção. As causas das lesões nos canteiros de obras rodoviários incluíram colisão por objetos, caminhões ou equipamentos móveis (35%), quedas ou escorregões (20%), esforço excessivo (15%), incidentes de transporte (12%) e exposição a substâncias ou ambientes nocivos (5%). As causas das fatalidades incluíram colisões por caminhões (58%), maquinário móvel (22%) e automóveis (13%).
A segurança na construção rodoviária continua a ser uma prioridade entre os trabalhadores. Vários estados americanos implementaram campanhas abordando os perigos das zonas de construção e incentivando os motoristas a terem cautela ao dirigirem em zonas de trabalho.
A Semana Nacional de Conscientização sobre Segurança na Zona de Trabalho é realizada anualmente. Este evento americano começou em 1999 e tem ganhado popularidade e atenção da mídia a cada ano desde então. O objetivo do evento é chamar a atenção nacional para as questões de segurança dos motoristas e trabalhadores nas zonas de trabalho.

## Controles de perigo

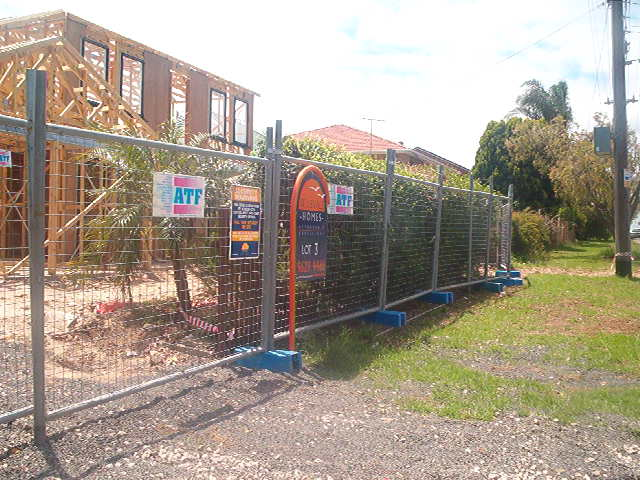
Cerca temporária em um canteiro de obras em Sydney, Austrália

A preparação do local ajuda a prevenir lesões e morte nos canteiros de obras. A preparação do local inclui a remoção de detritos, nivelamento do solo, preenchimento de buracos, corte de raízes de árvores e marcação de tubulações de gás, água e eletricidade. Outro método de prevenção no canteiro de obras é fornecer um andaime rígido e suficiente para suportar o próprio peso mais quatro vezes a carga máxima pretendida, sem assentamentos ou deslocamentos.
As formas de prevenir lesões e melhorar a segurança incluem:
- Gestão de segurança
- Integrar a segurança como parte do trabalho
- Projetar um sistema de gerenciamento de segurança
- Aplicar tecnologia para ajudar no monitoramento geral do canteiro
- Atribuir ponsabilidades em todos os níveis
- Levar a segurança em conta durante o planejamento do projeto
- Certificar-se de que os empreiteiros sejam pré-qualificados em termos de segurança
- Certificar-se de que os trabalhadores sejam devidamente treinados nas áreas temáticas apropriadas
- Ter um sistema de proteção contra quedas
- Prevenir e abordar o abuso de drogas e alcool nos funcionários
- Revisar acidentes e quase acidentes, bem como inspeções regulares
- Implementar um treinamento de segurança inovador, por exemplo, adoção de realidade virtual no treinamento[52]
- Substituir algumas das obras por robôs (muitos trabalhadores podem temer que isso diminua a oferta de emprego)[52]
- Adotar impressão tridimensional para o primeiro o modelo do edifício antes de colocá-lo em prática.[52]

Os empregadores são responsáveis por fornecer sistemas de proteção antiquedas e garantir o uso desses sistemas. A proteção antiquedas pode ser fornecida por meio de sistemas de grades de proteção, sistemas de rede de segurança, sistemas de proteção contra quedas pessoais, sistemas de dispositivos de posicionamento e sistemas de alerta. As escadas devem ser longas o suficiente para alcançar com segurança a área de trabalho e evitar ferimentos. Escadas, degraus e passarelas devem estar livres de objetos, detritos e materiais perigosos. Um engenheiro profissional registrado deve projetar um sistema de proteção para valas com 6 metros de profundidade ou mais por razões de segurança. Para evitar ferimentos nos guindastes, eles devem ser inspecionados quanto a danos. O operador deve saber o peso máximo da carga que o guindaste pode levantar. Todos os operadores devem ser treinados e certificados para garantir que operam empilhadeiras com segurança.
Existem várias ferramentas digitais que podem ser implementadas para monitorar toda a segurança do local de construção - incluindo introduções on-line aos canteiros de obras, um registro digital do canteiro de obras, medição on-line da segurança do canteiro de obras e controle de acesso digital. O software digital mantém todas as inspeções de construção em um só lugar e fornece um registro de segurança permanente para fins de geração de relatórios, ajudando a garantir que os locais de trabalho e os equipamentos sejam seguros. Estima-se que as empresas de construção economizem entre US$ 4 e US$ 6 para cada US$ 1 gasto em programas de segurança. Ainda assim, as empresas normalmente gastam mais dos seus orçamentos em lesões do que em formação de segurança. Os programas de segurança digital oferecem, portanto, uma excelente oportunidade para a indústria da construção.
Modelo de excelência operacional para melhorar a segurança das empresas de construção
Existem 16 direcionadores de segurança associados a este modelo para melhorar a segurança das organizações de construção:
1. Reconhecimento e recompensa
2. Envolvimento dos funcionários
3. Gestão de subcontratados
4. Treinamento e competência
5. Conscientização, gestão e tolerância de riscos
6. Organização de aprendizado
7. Desempenho humano
8. Liderança transformacional
9. Valores, crenças e suposições compartilhadas
10. Comunicação estratégica de segurança
11. Práticas e procedimentos justos e justos
12. Organização do local de trabalho
13. Função do proprietário[57]
14. Transformação digital
15. Gestão de transferência de conhecimento
16. Processo de automação

Cada driver de segurança mencionado acima possui alguns subelementos atribuídos a ele.

### Educação e segurança
Os trabalhadores da construção civil precisam de ser devidamente treinados e instruídos sobre a tarefa ou trabalho antes de trabalharem, o que ajudará a prevenir lesões e mortes. Existem muitos métodos de treinamento de trabalhadores da construção. Um método é treinar os encarregados do canteiro de obras para que incluam a segurança em suas suas comunicações verbais diárias com os trabalhadores para  reduzir os acidentes de trabalho. É importante que os trabalhadores utilizem a mesma linguagem e termos para garantir a melhor comunicação. Nos últimos anos, além do tradicional compartilhamento presencial de conhecimentos sobre segurança, os aplicativos móveis também possibilitam o compartilhamento de conhecimentos.
Outro método é garantir que todos os trabalhadores saibam como usar adequadamente quaisquer eletrônicos, transportadores, minicarregadeiras, caminhões, elevadores aéreos e outros equipamentos no canteiro de obras. Os equipamentos no local de trabalho devem ser mantidos adequadamente e inspecionados regularmente antes e depois de cada turno. O sistema de inspeção de equipamentos ajudará o operador a garantir que a máquina esteja mecanicamente correta e em condições seguras de operação. Um funcionário deve ser designado a inspecionar o equipamento para garantir a segurança adequada. Os equipamentos devem ter luzes e refletores se forem destinados ao uso noturno. O vidro da cabine do equipamento deve ser de segurança em alguns países.  O equipamento deve ser usado sempre para a tarefa pretendida no local de trabalho para garantir a segurança dos trabalhadores.
Cada canteiro de obras deve ter uma pessoa responsável pelo canteiro de obras. Este dever ser especialista em saúde e segurança ocupacional que planeja e e implementa regulamentos de segurança para minimizar o risco de lesões e acidentes. Ele ou ela também é responsável por realizar auditorias e inspeções diárias de segurança para garantir a conformidade com as regulamentações governamentais. A maioria dos responsáveis pelos canteiros de obras tem experiência tem educação de nível básico ou superior.
Antes de qualquer escavação ser realizada, o empreiteiro é responsável por notificar todas as empresas envolvidas de que o trabalho de escavação está sendo realizado. Durante a escavação, o empreiteiro é responsável por proporcionar um ambiente de trabalho seguro para funcionários e pedestres.
O acesso e a saída também são partes importantes da segurança da escavação. As rampas utilizadas pelos equipamentos devem ser projetadas por pessoa qualificada em projetos estruturais. Nenhuma pessoa pode passar por baixo ou ficar embaixo de qualquer equipamento de carga ou escavação. Os funcionários devem permanecer a uma distância segura de todos os equipamentos enquanto estes estiverem sendom operados. Os funcionários que possuem treinamento e educação nas áreas acima beneficiarão seus colegas de trabalho e a si mesmos no canteiro de obras.
Tamanho da empresa
À medida que o tamanho da empresa aumenta, a incidência de fatalidades e acidentes diminui devido ao fornecimento de melhores programas de saúde e segurança ocupacional.

#### Campanha americanaNational Safety Stand Down
Toda primavera nos Estados Unidos, muitas organizações de segurança patrocinam uma campanha voluntária de uma semana para aumentar a conscientização sobre as quedas na construção, a principal causa de morte dos trabalhadores da construção. Este evento oferece aos empregadores a oportunidade de discutir riscos de segurança, como quedas, e como evitá-los. Mesmo que uma empresa não tenha funcionários expostos a riscos de queda, a campanha de conscientização sobre segurança ainda pode ser usada para discutir outros riscos de trabalho, métodos de prevenção e políticas de segurança da empresa.
Em 2016, as quedas de altitude causaram 92 das 115 mortes na indústria de coberturas, bem como 384 das 991 mortes totais na construção registadas. Em 2016, as quedas de altitude foram a principal causa de mortes de trabalhadores da construção nos EUA, ferindo mortalmente mais de 310 trabalhadores da construção civil e ferindo gravemente outros 10.350 por quedas de altitude. Em 2016, as principais causas destas mortes relacionadas com a construção foram quedas de telhados (124), escadas (104) e andaimes (60). Oitenta e um por cento das mortes causadas por telhados ocorrem na indústria da construção, 57% das mortes causadas por escadas ocorrem na indústria da construção e 86% das mortes causadas por andaimes ocorrem no setor da construção civil.
Várias das 10 principais violações da OSHA citadas com mais frequência a cada ano envolvem padrões de segurança de proteção antiquedas
| Número anual de fatalidades da construção civil nos Estados Unidos |               |                      |       |
| Ano                                                                | Quedas fatais | Outras lesões fatais | Total |
| 2017                                                               | 386           | 585                  | 971   |
| 2016                                                               | 384           | 607                  | 991   |
| 2015                                                               | 364           | 573                  | 937   |
| 2014                                                               | 359           | 540                  | 899   |
| 2013                                                               | 302           | 526                  | 828   |
| 2012                                                               | 290           | 516                  | 806   |

O programa foi lançado originalmente como um projeto de dois anos no Workers Memorial Day em 2012 para aumentar a conscientização sobre a prevenção de quedas na construção civil, mas devido ao seu sucesso, ele foi continuado no início de cada temporada de construção civil. Em 2015, mais de 150 eventos públicos foram realizados em todo o país, com a participação de mais de 150.000 trabalhadores e 1,5 milhão de funcionários da Força Aérea dos EUA.
As organizações que fazem parceria com a OSHA para patrocinar esse evento anual incluem o Instituto Nacional de Segurança e Saúde Ocupacional (National Institute for Occupational Safety and Health, NIOSH), o Centro de Pesquisa e Treinamento em Construção (Center for Construction Research and Training, CPWR), a Sociedade Americana de Profissionais de Segurança (American Society of Safety Professionals (ASSP), o Conselho Nacional de Segurança, entre outras.  Recursos para ajudar empregadores a encontrar atividades também estão disponíveis em várias fontes. Vários vídeos autorais  existem para prevenção contra quedas. 

## Equipamento de proteção individual
Capacetes, botas com biqueira de aço e coletes de segurança refletores são talvez os equipamentos de proteção individual mais comuns usados pelos trabalhadores da construção civil em todo o mundo. Uma avaliação de risco pode considerar que outros equipamentos de proteção são apropriados, como luvas, óculos de proteção ou roupas de alta visibilidade.

## Perigos e controles de perigos para não trabalhadores
Muitos canteiros de obras não podem excluir completamente não trabalhadores. Os canteiros de obras rodoviários geralmente devem permitir que o tráfego passe. Isso coloca os não trabalhadores em algum grau de risco. Canteiros de obras rodoviários são bloqueados, e o tráfego é redirecionado. Os canteiros e os veículos são protegidos por placas e barricadas. No entanto, às vezes até mesmo esses sinais e barricadas podem ser um perigo para o tráfego de veículos. Por exemplo, barricadas mal projetadas podem fazer com que os carros que as atinjam capotem ou até mesmo sejam lançados ao ar. Mesmo uma simples sinalização de segurança pode perfurar o para-brisa ou o teto de um carro se atingir certos ângulos.
A maioria das mortes na construção civil é causada por perigos relacionados à atividade da construção civil. No entanto, muitas mortes também são causadas por atividades não relacionadas à construção civil, como perigos elétricos.

## Pesquisa científica sobre a segurança na construção civil
A segurança da construção civil tem sido considerada um tema importante na pesquisa acadêmica. De acordo com a pesquisa mais recente, o maior número de documentos de segurança da construção civil publicados foi publicado por acadêmicos dos EUA e da China; o número total de artigos publicados por esses dois países foi de 1.125, com 56% dos 2.000 artigos publicados. Ambos os países mostraram altos níveis de colaboração em pesquisa. Embora os resultados sugiram que o desenvolvimento econômico possa impulsionar a pesquisa de segurança da construção civil no meio acadêmico, houve um aumento na pesquisa de segurança da construção civil conduzida por países em desenvolvimento nos últimos anos, provavelmente devido a uma melhoria em seu desenvolvimento econômico. Mesmo que as palavras-chave dos autores tenham evidenciado a popularidade da pesquisa sobre gestão de segurança e clima, a análise de rede de todas as palavras-chave, ou seja, palavras-chave fornecidas pela Web of Science e pelos autores, sugere que a pesquisa sobre segurança da construção civil se concentrou em três áreas: gestão da segurança da construção civil, relacionamento entre pessoas e segurança da construção civil, e o impacto da proteção e a saúde dos trabalhadores na segurança da construção civil. Há uma nova tendência de pesquisa interdisciplinar em que a segurança da construção civil se combina com tecnologias digitais, com o maior número envolvendo aprendizagem aprofundada. Outras tendências se concentram no aprendizado de máquina, modelagem de informações da construção civil, aprendizado de máquina e visualização.

## Regulamentos
União Europeia
Na Europa, a Agência Europeia para Segurança e Saúde no Trabalho coordena ações nos níveis da União Europeia (UE) e nacionais, e a Diretoria Geral para Emprego, Assuntos Sociais e Inclusão é responsável pela regulamentação no nível da UE.
Nos termos da Lei da União Europeia, existem Diretivas da União Europeia em vigor para proteger os trabalhadores, notadamente a Diretiva 89/391 (a Diretiva estrutural) e a Diretiva 92/57 (a Diretiva de locais móveis e temporários). Esta legislação é transposta para os Estados-Membros e determina que os empregadores (e outros) avaliem e protejam a saúde e a segurança dos trabalhadores.
Reino Unido
No Reino Unido, o Executivo de Saúde e Segurança (Health and Safety Executive, HSE) é responsável pela aplicação das normas, enquanto na Irlanda do Norte, o Executivo de Saúde e Segurança da Irlanda do Norte (Health and Safety Executive for Northern Ireland, HSENI) é o responsável por tais tarefas. Na Irlanda, a Autoridade de Saúde e Segurança (Health and Safety Authority, HSA) é responsável pelas normas e sua implementação.
Estados Unidos
Nos Estados Unidos, a Administração de Segurança e Saúde Ocupacional (OSHA) define e aplica padrões relativos à segurança e saúde no local de trabalho. Foram feitos esforços na primeira década do século XXI para melhorar a segurança dos trabalhadores rodoviários e motoristas nas zonas de construção civil. Em 2004, o Título 23, Parte 630, Subparte J do Código de Regulamentações Federais dos EUA foi atualizado pelo Congresso para incluir novos regulamentos que direcionam as agências estaduais a criar e adotar sistematicamente planos abrangentes para abordar a segurança em zonas de construção rodoviárias que recebem financiamento federal.
A OSHA implementou a Regra Final para Melhorar o Acompanhamento de Lesões e Doenças no Local de Trabalho, que entrou em vigor em 1º de janeiro de 2017. Ela exige que os empregadores enviem dados de incidentes eletronicamente à OSHA. Esses dados permitirão que a OSHA utilize recursos de assistência de conformidade e aplicação de forma mais eficiente. A quantidade de dados necessários varia por empresa e setor. De acordo com as últimas estatísticas da OSHA, há mais de 13 mortes relacionadas ao trabalho por dia nos EUA, com uma em cada cinco delas sendo no setor da construção civil.
Hong Kong
Ao decidir as precauções de risco, o empregador precisa fornecer diferentes graus de proteção. Quando uma tarefa é mais perigosa do que outra, um maior grau de cuidado deve ser tomado, mas quando o empregador não puder eliminar a tarefa perigosa, precauções razoáveis são necessárias para reduzir o risco de acordo com a Nguyen Van Vinh v Cheung Ying Construction Engineering Ltd (2008). Entretanto, isso não implica que um empregador seja obrigado a remover todos os riscos. A Lord Oaksey em Winter v Cardiff Rural District Council (1950) afirmou que “mas isso não significa que um empregador deve decidir sobre cada detalhe do sistema de trabalho ou modo de operação. Há uma esfera na qual o empregador deve exercer seu critério e há outras esferas nas quais os encarregados e os trabalhadores devem exercer seu próprio critério...Com relação à decisão de como a precaução de segurança deve ser tomada com frequência, ela deve ser deixada para o encarregado ou para o trabalhador no local. Embora o empregador imediato do funcionário seja responsável pela segurança, Morris vs. Breaveglen (1993) determinou que o empreiteiro principal não pode se afastar de sua responsabilidade. Os empregadores gerais argumentaram que não devem ser responsáveis pelas lesões, pois não estavam exercendo controle direto sobre os trabalhadores. No entanto, os juízes invalidaram tal controvérsia na Rainfield Design & Associates Ltd v Siu Chi Moon (2000), “[…]o objetivo das regulamentações foi claramente zelar pela segurança do trabalhador, e a responsabilidade principal por isso deve ser do empreiteiro responsável pelo canteiro de obras. Mesmo quando um subcontratado tem a obrigação contratual de fornecer as instalações e equipamentos, o empreiteiro responsável pelo canteiro de obras não fica exonerado da sua obrigação nos termos dos Regulamentos.”

## Disparidades de saúde entre trabalhadores hispânicos da construção civil nos Estados Unidos
Os hispânicos compõem uma parte considerável da força de trabalho da construção civil: em 2019, 30,4% dos trabalhadores da construção civil eram hispânicos em comparação com 17,7% dos trabalhadores de todas outras indústrias. Aproximadamente 1 em cada 4 trabalhadores da construção civil dos EUA não tinha seguro de saúde em 2018, mais do que o dobro da taxa de trabalahdores não assegurados entre todos os trabalhadores dos EUA. Quase metade (48%) ou 2 em 4 trabalhadores hispânicos da construção civil não tinham plano de saúde, mais do que o triplo daquele de suas contrapartes não hispânicas (13%). Em comparação com suas contrapartes caucasianas, a taxa de lesões fatais para hispânicos é mais elevada em 41%. Além disso, pesquisas descobriram que quase metade de todas as fatalidades associadas ao trabalho entre hispânicos ocorrem em pequenos estabelecimentos de construção civil, com 1-10 funcionários. No período de 2003 a 2008, a queda de alturas elevadas foi o principal contribuinte para 40% de todas as mortes de trabalhadores hispânicos da construção civil. Em termos de lesões não fatais sofridas por trabalhadores hispânicos, o contato com objetos (43,0%) foi a principal causa.
Gera grande preocupação na comunidade de saúde no trabalho que os trabalhadores minoritários tenham um risco maior de sofrer doenças e lesões ocupacionais. As leis trabalhistas dos EUA que criam barreiras à organização de um sindicato, políticas de imigração, locais de trabalho não regulados, inseguros, falta de seguro de saúde, trabalhadores mal classificados que perdem proteções, ser um trabalhador essencial, não ter licença médica, desconfiança no sistema de saúde, barreiras linguísticas e o custo do trabalho perdido são apenas alguns dos possíveis fatores contribuintes para essa disparidade de saúde.

## Informática para segurança da construção civil e o papel da inteligência artificial na segurança da construção civil
Li (2019) propõe que há três gerações de informática para segurança da construção civil que são relevantes para a melhoria da segurança da construção civil:
1.   A primeira geração da informática para segurança da construção civil consistiu em tecnologias que se basearam completamente no controle por seres humanos; por exemplo, a modelagem de equações estruturais requer o trabalho de um analista.
2.   A segunda geração da informática para segurança da construção civil incluiu recursos inteligentes, como a Internet das Coisas, que pode enviar informações para operadores humanos, sem intervenção humana; a partir de sensores etc. No entanto, essas ferramentas “inteligentes” não podem aprender e melhorar suas próprias capacidades.
3.   A terceira geração da informática para segurança da construção civil usa IA de última geração para imitar o comportamento humano e pensar, agir, aprender e melhorar sua própria tomada de decisão. Tudo o que é necessário é que as informações relevantes sejam alimentadas nesses sistemas, para que possam ser “ensinadas”.